# プフロンテン
プフロンテン (ドイツ語: Pfronten) は、ドイツ連邦共和国バイエルン州シュヴァーベン行政管区のオストアルゴイ郡に属す町村（以下、本項では便宜上「町」と記述する）で、バイエルン州南西部に位置しオーストリアのチロル州と直接境を接する。

## 地理

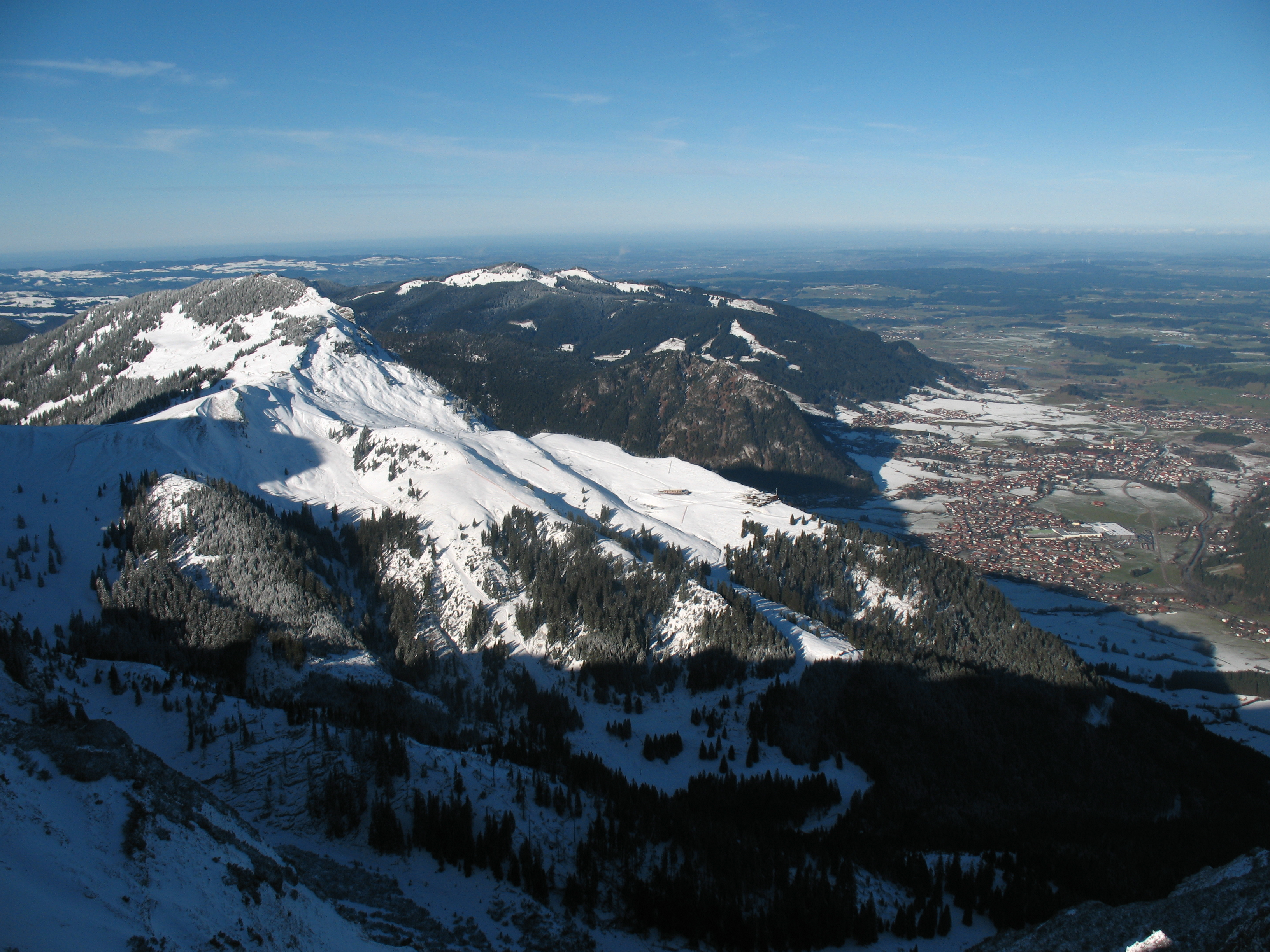
ブライテンベルク（山）とプフロンテン

プフロンテンは全部で46あるオストアルゴイ郡の市町村の一つである。
町域をフィルス川が流れている。プフロンテンはブライテンベルク、キーンベルクおよびファルケンシュタインといった山の麓の海抜853mに位置する。

### 隣接する市町村
プフロンテンの隣接する市町村は、ドイツ側がフュッセン、アイゼンベルク、ネッセルヴァングである。オーストリア側は小都市フィルス、およびタンハイマー渓谷に属すグレン、タンハイム、シャットヴァング、ツェプレン、ネッセルヴェングレである。

### 自治体の構成
この町は、公式には15の地区 (Ort) からなる。このうち小集落や孤立農場などを除く集落を以下に列記する。
| - ベルク - ドルフ - ハルデン - ハイトレルン - カペル - クロイツエック - マイリンゲン | - エッシュ - レービヒェル - リート - レフロイテン - シュタイナハ - ヴァイスバッハ |

## 歴史
南からプフロンテンを通って Cambodunum（現在のケンプテン）へローマ時代の物資補給路が通っていた 。この谷にローマ時代の定住地があったかどうかは明らかではない。
プフロンテンという名前はドイツ語では解釈できない。そこで、「frontone」というラテン語由来の地名によるという仮説が提唱された。これは「大きな森に覆われた前方の土地」という意味で「アルプス前山地方」を意味しているとされる。現在のブライテンベルクという名前がこれに対応すると考えられている。
東アルゴイ地方に残ったキリスト教化された属州民が徐々に異教徒のアラマン人の居住地を蚕食していった。800年頃にこの地域の「ローマ語」話者がいなくなる。フランケン＝カロリング支配地域では、ドイツ語とキリスト教による統一が勧められた。
14世紀からプフロンテンはアウクスブルク司教の世俗領土であるアウクスブルク司教領となった。世俗化により、1803年にプフロンテンを含むこの司教領はバイエルン選帝侯領となった。

## 行政
町長は、2020年1月からアルフォンス・ハーフが務めている。

### 姉妹都市
- トワリー（フランス、アン県）2002年

## 文化と見所

### 博物館
プフロンテンには、郷土資料を展示する郷土館がある。コレクションの見所は19世紀から20世紀の工具や家財道具である。水晶博物館も訪問する事を勧める。

### 建築

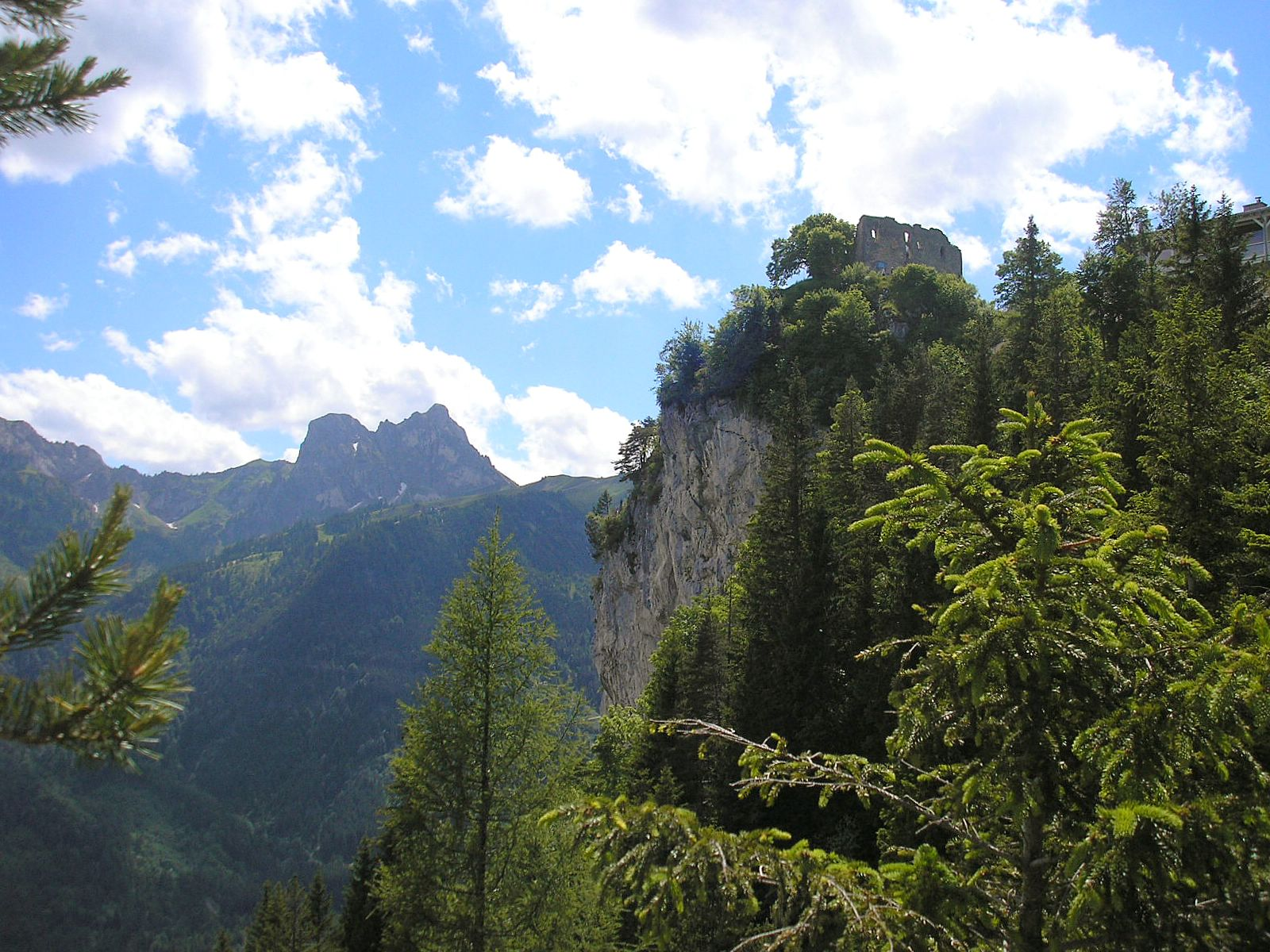
ファルケンシュタイン城趾

ファルケンシュタイン山の山頂、海抜1268mに位置するファルケンシュタイン城趾はドイツで最も高い位置にある城趾である。バイエルン王ルートヴィヒ2世の建設計画は、その早逝により頓挫した。周辺にはノイシュヴァンシュタイン城やホーエンシュヴァンガウ城などの記念碑的な建造物が数多く点在する。

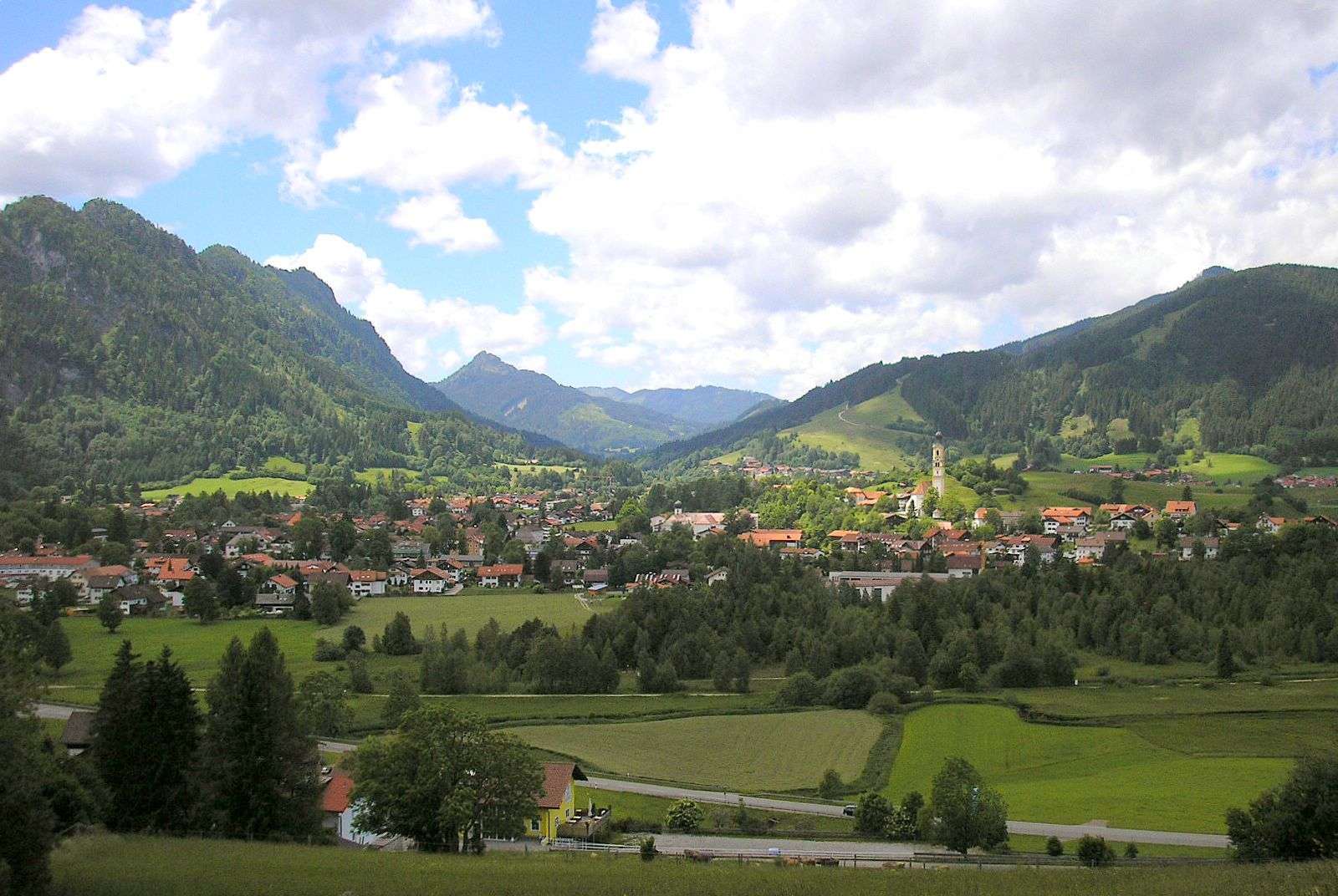
リート（向かって左）とベルク（向かって右）。聖ニコラウス教会の塔が見える。

ベルク集落の見所は、特徴的な塔と、フレスコや祭壇（旧教会を改修・拡張した1780年頃の作品）を含む内装調度を有する聖ニコラウス教区教会である。
その他のプフロンテン谷の歴史的な宗教建築は主に地元の芸術家や手工芸品業者が調度を整えたものである。ハイトレルン集落の聖レオンハルト教会は、芸術家一家であるヘール家の作品を多く所蔵している。エッシュにはベルトロメウス・シュタプフ作のフレスコを有する聖コロマン礼拝堂がある。シュタイナハの聖ミヒャエル教会は元々はインメンシュタットにあった重要なロココの主祭壇を有している。カペル集落（聖マルティン教会）やマイリンゲン（マリアの帰郷礼拝堂）にも美術史上興味深い教会がある。
約4km北東の地方領主の城址であるホーエンフライベルク＝アイゼンベルク城趾群からは、ファルケンシュタイン城、タンハイマー・ベルク、ネッセルヴァンガー・ベルク、アンマー山地やアルプス前山地方の丘陵地といった四方の眺望が得られる。

### スポーツ

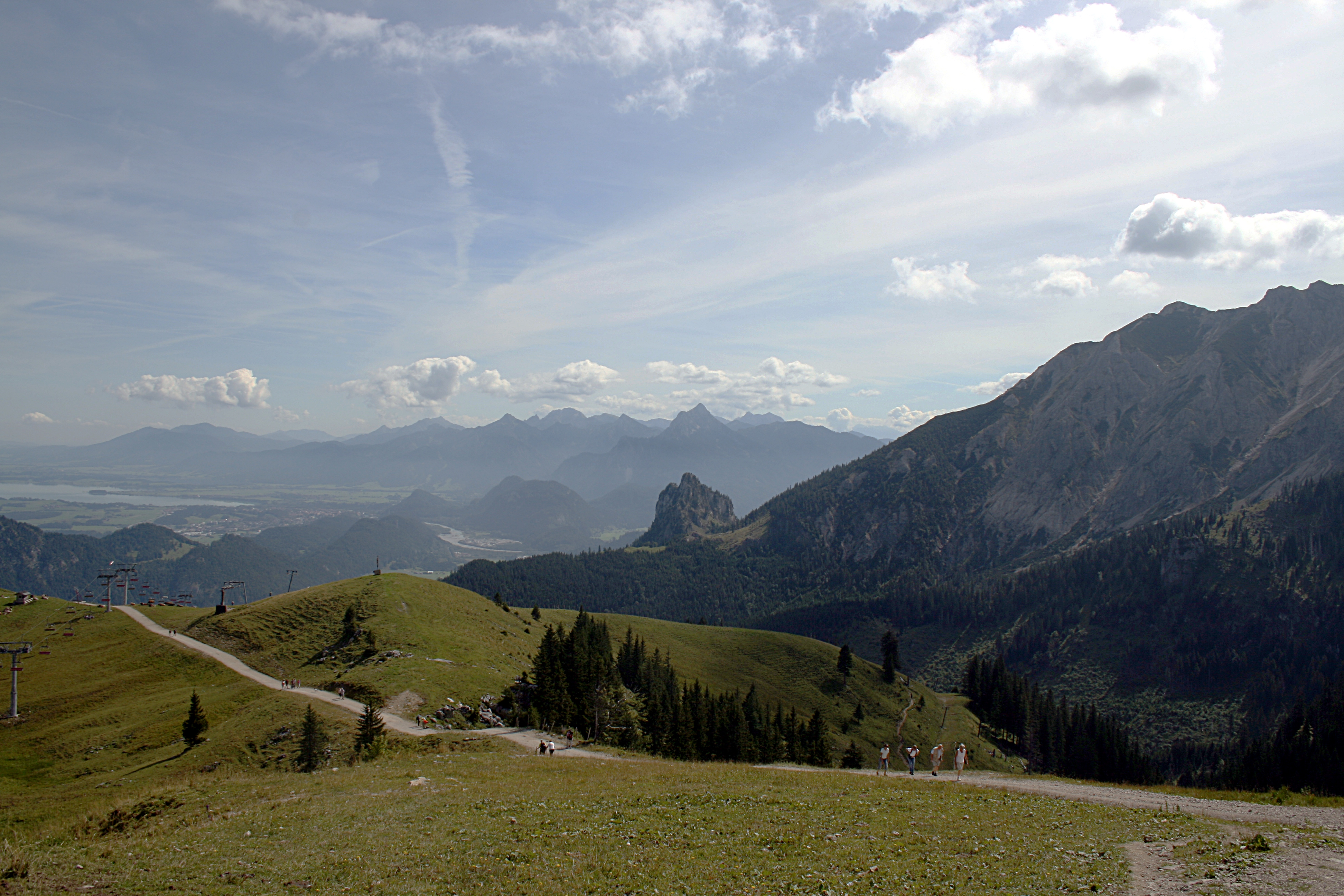
ブライテンベルク。スキーリフトのケーブルが見える。

プフロンテンには敷地面積1,800m2のスケート競技場がある。また、ブライテンベルクには多くのスキーリフトがある。2009年には第6回マウンテンバイク・マラソンが3つのコース（いずれもブライテンベルクを走る）で行われ、また、クラップ自転車世界選手権も開催された。

### サークル、クラブ、協会活動
この町には多くのスポーツクラブがあり、その練習場がある。中でもアイスホッケークラブのEVプフロンテンが有名である。

## 経済と社会資本

### 交通
プフロンテンは、アルゴイ地方のケンプテンとオーストリアのロイテやオーバーバイエルンのガルミッシュ＝パルテンキルヒェンとを結ぶ鉄道路線アウサーフェルン鉄道沿いに位置している。

### 経済
プフロンテンの町の経済状況は、観光業に強く依存している。精密技術や機械製造（デッケル・マーオ・ギルデマイスター）、光学産業と並んで観光業が主な収入源となっている。

### 観光業
この町には、約5000人の宿泊客に対応する宿泊施設がある。2003年には、68万人の宿泊観光客があった。ブライテンベルクバーンが、ブライテンベルクやプフロンテナー・ホッホアルペへ観光客を輸送している。夏には遊歩道、冬にはスキー場への客を運ぶ。

### 地元企業
- デッケル・マーオ・ギルデマイスター — フライス盤の国際的な製造・販売業者
- リンダウアー・ドルニアーGmbH プフロンテン工場 —織機の国際的な製造販売業者の製造工場
- バーヴァリアン・デジタル・テクニーク GmbH — オートメーション、プロセス管理
- HAFF ファインメカニーク GmbH — 数学器具（コンパス、メスルーペ、プラニメータなど）
- プフロンテン放送送信所

### 教育
ハイトレルン集落に基礎課程学校と本課程学校がある。

## 人物

### ゆかりの人物
- ハインリヒ・フォン・フィーティングホフ（1887年 - 1952年）ドイツ国防軍上級大将。この町で亡くなった。

## 引用
1. ↑  https://www.statistikdaten.bayern.de/genesis/online?operation=result&code=12411-003r&leerzeilen=false&language=de Genesis-Online-Datenbank des Bayerischen Landesamtes für Statistik Tabelle 12411-003r Fortschreibung des Bevölkerungsstandes: Gemeinden, Stichtag (Einwohnerzahlen auf Grundlage des Zensus 2011)
2. ↑  Bayerische Landesbibliothek Online
3. ↑  Richard Knussert,  Das Füssener Land in früher Zeit, pp. 40 - 48
4. ↑  Albrecht Greule in den Beiträgen zur Namenforschung Bd. 41, 2006, p. 477
5. ↑  “Wahl des ersten Bürgermeisters - Kommunalwahlen 2020 in der Gemeinde Pfronten - Gesamtergebnis”. 2021年4月11日閲覧。